# Vergilius
Publius Vergilius Maro (in de middeleeuwen ook geschreven als Virgilius; vroeger in het Nederlands Vergiel of Virgiel) (Mantua, 15 oktober 70 v.Chr. – Brindisi, 21 september 19 v.Chr.) was een Romeins dichter.
Zijn bekendste werk is de Aeneis, het grote heldendicht waarin de grootheid, de oorsprong en het verleden van Rome worden bezongen. Dit werk moest even beroemd worden als de Ilias en de Odyssee van Homerus. Het heeft dan ook een soortgelijke inhoud, maar het is kritischer geschreven. Vergilius verschijnt ook in La Divina Commedia van Dante Alighieri, waar hij Dante begeleidt door het Vagevuur en de Hel.

## Bibliografie

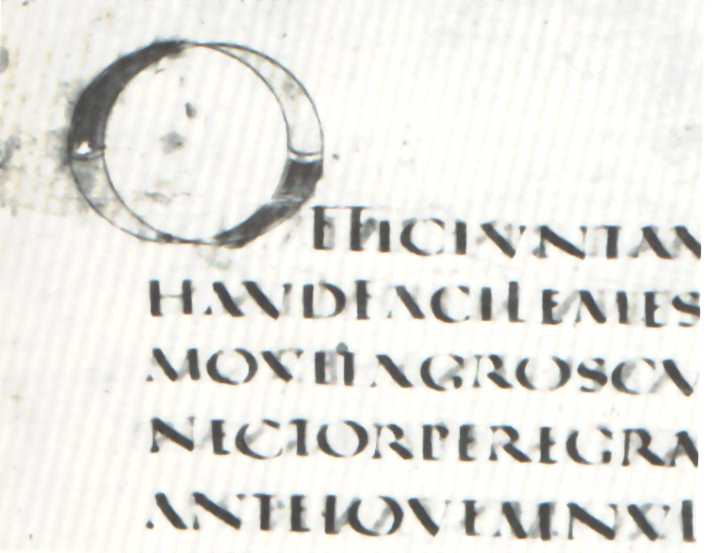
Georgica I, 121-125 met een initiaal O in de Vergilius Augusteus.

## Levensloop

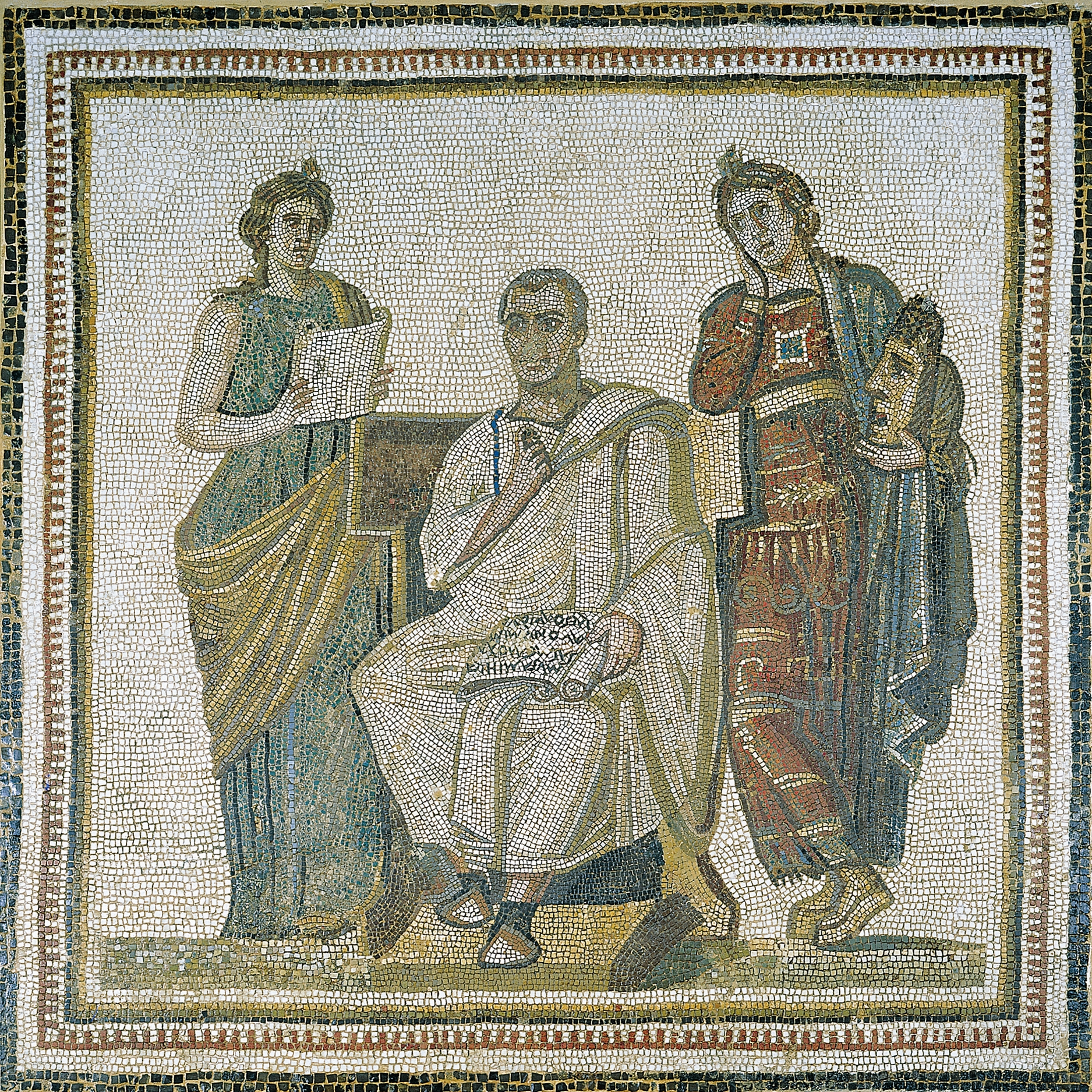
Vergilius tussen de muzen Clio en Melpomene
(3e eeuw), mozaïek in het Bardomuseum